# Loro uccidono
Loro uccidono (Den som dræber) è una serie televisiva danese di dieci episodi trasmessi per la prima volta nel corso di una sola stagione nel 2011.
È una serie d'azione incentrata sui casi di una unità della polizia di Copenaghen specializzata nelle indagini sugli omicidi seriali. La serie è composta da cinque storie totali, ognuna divisa in due episodi, ed è stata trasmessa divisa in 10 episodi in Danimarca e in cinque episodi (lungometraggi) in molti altri paesi. Un film separato della durata di 92 minuti, Den som dræber - Fortidens skygge, che costituisce la continuazione e la fine della serie, debuttò nelle sale danesi il 15 marzo 2012, ed è andato in onda come finale di stagione e sesto episodio della serie in molti altri paesi, come Regno Unito, Germania e Italia. Anche se originariamente erano previste ulteriori stagioni, TV 2 annunciò nel mese di ottobre 2011 che non ci sarebbe stato un ulteriore proseguimento (a parte il film come chiusura) a causa della caduta di ascolti nella prima stagione in Danimarca.

## Personaggi e interpreti

### Personaggi principali
- Katrine Ries Jensen (stagione 1), interpretata da Laura Bach, doppiata da Francesca Fiorentini.
- Thomas Schaeffer (stagione 1), interpretato da Jakob Cedergren, doppiato da Francesco Bulckaen.
- Magnus Bisgaard (stagione 1), interpretato da Lars Mikkelsen, doppiato da Saverio Indrio.
- Mia Vogelsang (stagione 1), interpretata da Lærke Winther Andersen, doppiata da Giò Giò Rapattoni.
- Stig Molbeck (stagione 1), interpretato da Frederik Meldal Nørgaard, doppiato da Riccardo Scarafoni.
- Benedicte Schaeffer (8 episodi), interpretato da Iben Dorner.
- Johan Schaeffer (6 episodi), interpretato da Benjamin Brüel.

## Episodi
| Stagione                            | Episodi | Prima TV Danimarca               | Prima TV Italia |
| ----------------------------------- | ------- | -------------------------------- | --------------- |
| Prima stagione                      | 10      | 2011                             | 2011            |
| Sete di vendetta (Fortidens skygge) | Film    | 15 marzo 2012 (uscita al cinema) | 2012            |

## Produzione
La serie, ideata da Elsebeth Egholm, è prodotta da Miso Film e TV2 Danmark e SF Film Production. Le musiche sono composte da Frans Bak.

### Registi
Tra i registi della serie sono accreditati:
- Kasper Barfoed in 4 episodi (2011)
- Niels Nørløv Hansen in 4 episodi (2011)
- Birger Larsen in 2 episodi (2011)

### Sceneggiatori
Tra gli sceneggiatori della serie sono accreditati:
- Elsebeth Egholm in 10 episodi (2011)
- Stefan Jaworski in 10 episodi (2011)
- Siv Rajendram Eliassen in 9 episodi (2011)
- Rikke De Fine Licht in 6 episodi (2011)
- Morten Dragsted in 4 episodi (2011)
- Karina Dam in 2 episodi (2011)
- Per Daumiller in 2 episodi (2011)
- Torleif Hoppe in 2 episodi (2011)

## Distribuzione
La serie fu trasmessa in Danimarca dal 13 marzo 2011 al 15 maggio 2011 sulla rete televisiva TV 2. In Italia è stata trasmessa dal 7 ottobre 2011 su Fox Crime con il titolo Loro uccidono. È stata inoltre trasmessa in 25 paesi tra cui Svezia, Norvegia, Germania, Paesi Bassi e Regno Unito. In Germania 3,8 milioni di spettatori hanno guardato l'ultimo episodio sul canale ZDF. Nel Regno Unito, la serie è stata mandata in onda sul canale ITV3. Nel gennaio del 2012, la A&E Network statunitense ha annunciato di aver comprato i diritti per sviluppare una versione americana della serie.
Alcune delle uscite internazionali sono state:
- in Danimarca il 13 marzo 2011 (Den som dræber)
- in Svezia (Den som dräper)
- in Germania (Nordlicht - Mörder ohne Reue)
- nel Regno Unito (Those Who Kill)
- in Italia (Loro uccidono)

## Remake
Nel 2014 viene prodotto il remake statunitense dal titolo Those Who Kill. Anche questa serie TV viene però cancellata dopo solo la prima stagione.